# وابانک
وابانک (لهستانی: Vabank) یک فیلم سرقت کمدی لهستانی به کارگردانی یولیوش ماخولسکی است که در سال ۱۹۸۱ منتشر شد. این فیلم در شهرهای ووچ و پیوترکوف تربونالسکی فیلم‌برداری شد.

## گزیدهٔ بازیگران
- یان ماخولسکی
- لئونارد پیتراشاک
- ویتولد پیرکوش
- کشیشتف کیرشنوفسکی
- یاتسک خمیلنیک
- الژبیتا ژایونتسوونا
- اوا شیکولسکا
- زجیسواف کوژنیار
- یانوش میخائوفسکی
- ریشارد کوتیس
- زجیسواف واردین
- هنریک بیستا
- لئون نیمچیک
- گژگوش خرومینسکی
- جک رکنیتس
- میروسواف شونرت